# Osterlandgymnasium Gera
Das Osterlandgymnasium Gera (umgangssprachlich: Osterland; kurz: OLGY) ist ein allgemeinbildendes, auf Naturwissenschaften spezialisiertes Gymnasium.
Der Name des Gymnasiums bezieht sich auf die historische Landschaft Osterland. Das Gymnasium liegt in Gera, gehört allerdings dem Landkreis Greiz. In ihm werden vorwiegend Schüler aus dem Umland Geras, aber auch aus der Stadt unterrichtet. Mit Stand September 2022 besuchen 411 Schüler das Osterlandgymnasium. An der Schule sind 42 Lehrkräfte beschäftigt.

## Geschichte

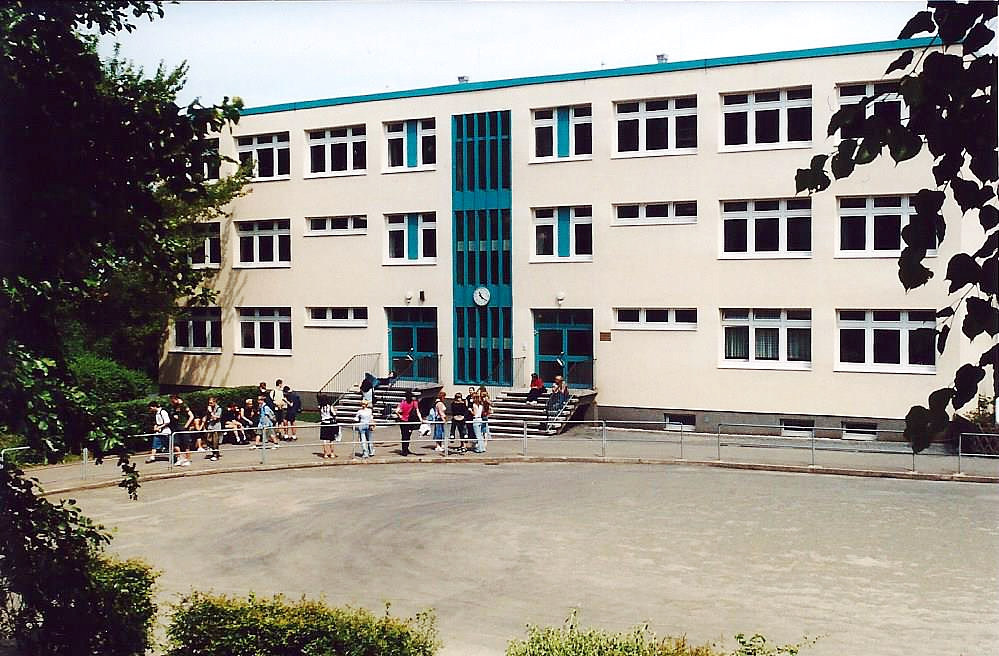
Das Schulgebäude

Das Osterlandgymnasium ging 1994 aus einer von den sowjetischen Streitkräften bei ihrem Abzug verlassenen Schule hervor und wurde deshalb umgangssprachlich als „Russenschule“ bezeichnet. Nach langen Diskussionen genehmigte das Kultusministerium in Erfurt am 7. September 1993 den Erwerb des Gebäudes für 5,5 Millionen DM. Das Gebäude wurde entkernt und umfangreich saniert. Der Unterrichtsbetrieb konnte am 29. August 1994 aufgenommen werden. Im Frühjahr 1996 wurden Turnhalle und Sportanlagen für den Unterrichtsbetrieb übergeben, die Baukosten dafür betrugen 2 Millionen DM. Am 31. August 2005 wurde die Schulaula als Anbau eingeweiht. Direktor war bis Sommer 2006 Anton Daburger. Seit dem Schuljahr 2006/07 nahm Beate Barth diese Position ein. Seit 2015/2016 leitet Olaf Küchler das Osterlandgymnasium. Die Lehrer der Schule kamen aus dem Teilgymnasium aus Ronneburg oder wurden aus den Schulen des Landkreises der neuen Unterrichtsstätte zugeordnet.

## Profil
Mehrere Arbeitsgemeinschaften haben einen musikalischen Schwerpunkt, wie der Schulchor, die Band und das Orchester. Die Theatergruppe Anonyme Exzentriker hatte bereits mehr als 17 Theaterstücke inszeniert, unter anderem eine Persiflage über die DDR-Historie. Die Webseite und eine Zeitung werden von Schülern in Arbeitsgruppen betreut. Neben einer Mathematik-AG gibt es Sportgruppen unter anderem in Volleyball, Hockey, Aerobic und Badminton.
Das Schulcafé Spiegelei wird von den Schülern als eigene Firma betrieben. Dort erlernen die Jugendlichen unternehmerisches Handeln. Das Gymnasium pflegt eine Partnerschaft mit Schulen in Petrosawodsk (Russland) und Sauda (Norwegen).